# Aire protégée en Finlande
Le réseau d'aires protégées de Finlande compte 40 parcs nationaux, 19 réserves naturelles strictes, et plus de 550 autres réserves naturelles sur des terres de l'État. 12 zones sauvages en Laponie, des zones de randonnées et des aires protégées privées et près de 1900 sites natura 2000 complètent le réseau.

## Histoire
La première loi de conservation de la nature, en Finlande, date de 1923.

## Diversité des aires protégées

### Parcs nationaux
Les parcs nationaux sont des aires protégées créés par la loi sur des terrains dont la propriété appartient à l'État, leur superficie est supérieure à 1 000 ha. Ils sont sous l'administration de « Metsähallitus, parcs et nature sauvage », l'organisme de gestion des forêts et des aires protégées.
Leur objectif principal est la protection de la nature, ils assurent également l'accueil du public pour des activités de loisir et l'éducation à l'environnement.
En 2021, les parcs sont au nombre de 40 couvrant une superficie totale de 10 035 km2, soit environ 2,5 % du territoire national.

### Réserves naturelles strictes

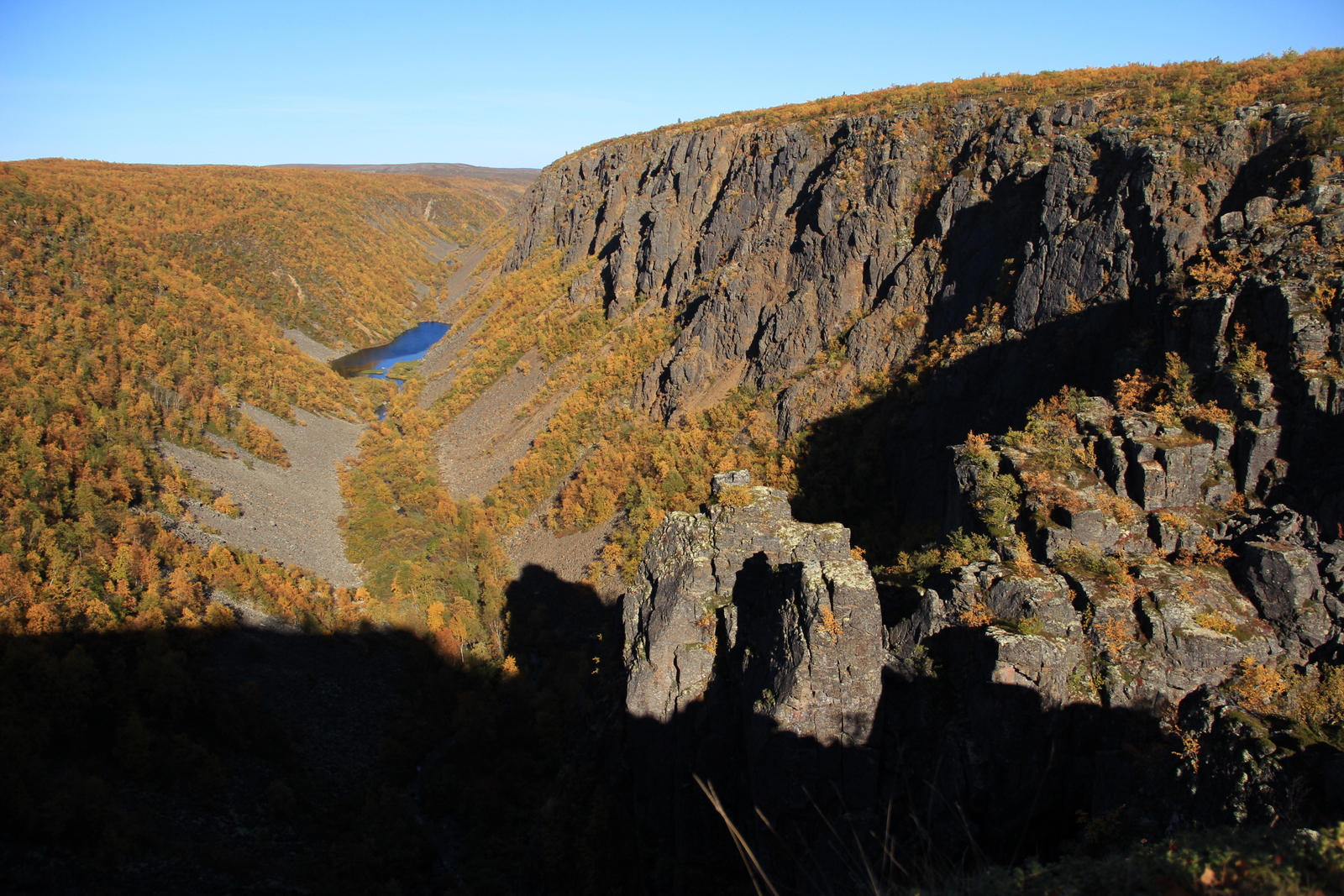
Kevo Canyon dans la réserve naturelle stricte Kevo.

Les réserves naturelles strictes sont aussi des aires protégées créées par des lois spécifiques à chacune d'elles, sur des terrains publics, et dépassant les 1 000 ha.
Les objectifs des réserves strictes sont la protection de la nature et  la recherche. La nature y est laissée en libre évolution, pour pouvoir être comparée avec les espaces subissant l'influence de l'homme. Dans trois d'entre elles des sentiers de randonnée balisés ont été aménagés, les 16 autres sont fermées au public.
Il existe 19 réserves naturelles strictes, établies entre 1956 et 1982, elles couvrent une surface totale de 1 535 km2.

### Réserves naturelles sur des terrains publics
La protection de la nature, en Finlande, s'est d'abord concentrée sur des terres publiques. Ainsi plusieurs programmes nationaux ont créé des réserves naturelles de plusieurs types :
- 91 réserves de forêt ancienne, couvrant 99 km2, créées entre 1993 et 1996 ;
- 171 réserves de tourbières, couvrant 4 700 km2, créées par les programmes de 1987 et de 1991 ;
- 46 réserves de forêt à strate herbacée riche, couvrant 11 km2, créées par le programme de 1989 ;
- 7 réserves pour phoques, dans les eaux côtières nationales, sur 188 km2, établies en 2001.

Il en existait 496 en 2014.

### Autres sites de programmes de conservation de la nature sur des terrains publics
Plus de 1700 sites ont été désignés par le « conseil d'État » entre 1976 et 1996 et doivent faire l'objet d'un classement comme réserve naturelle.

### Aires nationales de randonnée
Des « aires  nationales de randonnée » ont été créées par la « loi sur les loisirs de nature » de 1973, dans le sud de la Finlande ou la région d'Ostrobotnie. Bien que cette loi n'ait pas été prévue à l'origine pour la protection de la nature un grand nombre de ces zones ont été classées sites Natura 2000.

### Zones sauvages
12 zones sauvages ont été créées, en Laponie, dans l'objectif de préserver la culture et le mode de vie traditionnels des Sami et promouvoir le développement durable de la région.

### Autres réserves naturelles privées
Plus de 8700 réserves naturelles privées ont été établies en Finlande en 2013, elles représentent environ 6% de la superficie totale des aires protégées dans le pays. Les terrains peuvent être la propriété de municipalités, d'organisation à but non lucratif (entre autres des paroisses), d'entreprises forestières privées ou d'association de protection de la nature. Dans certains cas, les terrains ont été rachetés par l'État, mais les aires conservent le nom de « réserves naturelles privées ».
La gestion des réserves naturelles privées est coordonnée par les « centres pour l'environnement , le transport et le développement économique », Sur le terrain, ce sont généralement les acteurs locaux qui s'occupent de la gestion quotidienne des sites.
Un grand nombre des réserves naturelles privées ont été désignées comme site Natura 2000.

## Conventions internationales

### Natura 2000
en mai 2021, la Finlande compte :
- 1721 zones spéciales de conservation désignées au titre de la directive habitats
- 470 zones de protection spéciale désignées au titre de la directive oiseaux

soit un total de 1866 sites, couvrant 5 millions d'ha, 12,6 % de la superficie du pays.
La Finlande a rejoint l'Union européenne en 1995, et à cette date elle disposait déjà d'un réseau d'aires protégées étendu. Les sites Natura 2000 désignés étaient donc pour la plupart déjà protégés, c'était le cas notamment des 12 zones sauvages de Laponie et des aires nationales de randonnée.

### Réserves de biosphère
Le programme sur l'homme et la biosphère de l'UNESCO a classé comme réserve de biosphère :
- la réserve de biosphère de Carélie du nord en 1992 et
- la réserve de biosphère de l'archipel en 1994.

### Sites Ramsar
La convention de Ramsar est entrée en vigueur en Finlande le 21 décembre 1975.
En mai 2021, le pays compte 49 sites Ramsar, couvrant une superficie de 7 995,18 km2 (soit 2,4% du territoire finlandais).

### Patrimoine mondial
La Liste du patrimoine mondial en Finlande comprend  7 sites dont un naturel :
- L'archipel de Kvarken

## Gouvernance et participation des populations locales

### Participation des peuples autochtones: les Samis
Près de 80 % du territoire traditionnel des Samis, en Laponie finlandaise, est protégé par un classement de réserve naturelle, de parc national ou de zone sauvage. Le parlement Sami et les associations locales d'éleveurs de rennes sont régulièrement consultés concernant la gestion des aires protégées dans les territoires concernés. La Finlande est le premier état à avoir suivi les recommandations « Akwé : Kon » de la convention sur la diversité biologique de 2004, concernant la prise en compte des peuples autochtones et des populations locales dans la gestion des aires protégées.